# Borová (district de Trnava)
Pour les articles homonymes, voir Borová.
Borová (en allemand : Joachimsthal bei Tyrnau, en hongrois : Fenyves) est un village du district de Trnava, dans la région de Trnava, en Slovaquie.

## Histoire
La première mention écrite du village date de 1589.

## Démographie

### Évolution de la population
| Année:               | 1994. | 2004.    | 2014.    | 2024.    |
| -------------------- | ----- | -------- | -------- | -------- |
| Nombre de personnes: | 300   | 347      | 408      | 454      |
| Différence:          |       | +15,66 % | +17,57 % | +11,27 % |

| Année:               | 2023. | 2024.   |
| -------------------- | ----- | ------- |
| Nombre de personnes: | 457   | 454     |
| Différence:          |       | -0,65 % |